# Samuel Pickworth Woodward
Samuel Pickworth Woodward (1821 — 1865) foi um geólogo inglês.
Woodward  assumiu em 1845  a cadeira de geologia  e história natural da "Faculdade Real de Agricultura" em Cirencester, e em 1848 foi indicado como assistente do departamento de geologia e mineralogia no Museu Britânico. 
É o autor de  "A Manual of the Mollusca" (em três partes, 1851, 1853 e  1856).
Era o pai do geólogo Horace Bolingbroke Woodward ( 1848 -1914)  e filho  do geólogo e antiquário  Samuel Woodward (1790-1838).